# Театр Арджентина
Театр «Арджентина» (итал. Teatro Argentina) — один из известнейших театров Рима. Берёт название от площади Торре-Арджентина, на которой расположен.
Театр был создан герцогом Сфорца-Чезарини. Здание возведено по проекту архитектора Джероламо Теодоли. Торжественное открытие состоялось 31 января 1732 года. В здании действует музей театральной истории.

## Постановки
На сцене театра состоялись премьеры многих знаменитых итальянских опер.
- 20 февраля 1816 — «Севильский цирюльник» Джоаккино Россини (декорации Анжело Тозелли, граф Альмавива — Мануэль Гарсиа-старший, Розина — Гертруда Джорджи-Ригетти[англ.], Фигаро — Луиджи Дзамбони, Дон Базилио — Дзенобио Витарелли, Бартоло — Бартоломео Ботичелли).

## Труппа
В начале 1850-х годов солисткой театра была балерина София Фуоко.